# Talk to Me (film 2022)
Talk to Me è un film del 2022 scritto e diretto da Danny e Michael Philippou al loro esordio alla regia.

## Trama
Durante una festa in una casa piena di adolescenti, un ragazzo di nome Duckett ha delle visioni e parla con quelli che sembrano spiriti. Poco dopo, accoltella all'improvviso suo fratello ferendolo e si suicida. Tempo dopo, l'adolescente Mia, che sopporta a malapena la solitudine e la compagnia del padre durante il secondo anniversario dalla morte di sua madre, decide di andare a trovare la sua amica Jade; durante il tragitto in auto, incontra il fratellino di quest'ultima, Riley, dandogli un passaggio verso casa. Sulla strada, i due incontrano un canguro morente: Riley vorrebbe che lo uccidessero affinché non soffra più, ma Mia non ha il coraggio di farlo. Una volta arrivata, la ragazza convince l'amica a portarla con sé e col suo fidanzato Daniel presso una festa a cui Mia non era invitata; Jade si lascia convincere e anche suo fratello si unisce al gruppo.
Una volta arrivati, Mia viene accolta con molto poco entusiasmo dal proprietario di casa, Joss, a cui sta antipatica. Per farsi accettare, la ragazza accetta di fare da cavia per una seduta spiritica organizzata da Joss stesso, entrato da tempo in possesso di una mano mummificata di una potente medium. Mia esegue il rito che le viene indicato: stringe la mano e pronuncia le frasi "Parla con me" e "Ti lascio entrare". Viene dunque posseduta da uno spirito che controlla completamente il suo corpo per un minuto e mezzo, finché il resto del gruppo non interrompe il contatto fra la ragazza e la mano. L'esperienza viene filmata per essere postata sui social network e diverte molto il gruppo, inclusa Mia, che adesso viene accettata anche dagli altri presenti. Il giorno dopo, il gruppo organizza un nuovo incontro da Jade, il tutto nonostante sua madre sia profondamente contraria alle feste e all'alcol in casa e vieti severamente a sua figlia di farlo. 
Poiché la donna lavora come infermiera e quel giorno ha un turno serale, il gruppo si riunisce lo stesso ed esegue il rito su Daniel: lo spirito che lo possiede fa sì che il ragazzo dica cose molto pruriginose su Jade, il che scatena una reazione a catena che porta la ragazza ad abbandonare la sala dopo aver litigato con suo fratello. In assenza di Jade, Mia permette che il ragazzino si sottoponga al rito. Lo spirito che lo possiede dice di essere la madre di Mia: questa inizia a parlare con lo spirito e fa in modo di prolungare la possessione più del tempo massimo previsto: in tal modo, lo spirito prende il pieno controllo del corpo di Riley e fa sì che si ferisca molto gravemente al volto. Una volta chiamati i soccorsi, la polizia avvisa i genitori di tutti (tranne di Daniel, unico maggiorenne), eccetto Sue, madre di Riley e Jade, perché viene avvisata da quest'ultima.
Le gravissime condizioni di Riley ne impongono il ricovero e poi una lunga degenza. Nel frattempo Mia viene allontanata dalla famiglia di Jade, e contestualmente inizia ad avere continue visioni di spiriti, inclusa sua madre: in particolare, nella notte dell'incidente, la ragazza vede uno spirito succhiare il piede di Daniel, il quale stava dormendo da lei per poter ancora fingere di trascorrere la notte dai suoi cugini e non dover rivelare l'accaduto ai suoi genitori. In realtà è proprio Mia a succhiare il piede di Daniel, che quindi scappa via inorridito. Quando il gruppo finalmente si riunisce, Mia esterna agli altri le sue visioni e Joss racconta la storia di Duckett, il quale aveva posseduto la mano mummificata prima di lui e aveva poi compiuto il suicidio durante una festa. 
Nel frattempo, le condizioni di Riley restano instabili: è quasi sempre in uno stato di torpore e, quando si rianima, cerca di suicidarsi sbattendo la testa. Sconfitta la reticenza di Jade verso di lei, Mia utilizza la mano mummificata per cercare di parlare con lui: scopre così che la sua anima si trova in un limbo e viene torturata da vari spiriti. Il gruppo cerca allora di parlare con Cole, il fratello di Duckett sopravvissuto all'accoltellamento, quest'ultimo afferma che gli spiriti che restano all'interno di un corpo vivo si indeboliscono con il tempo e infine abbandoneranno il corpo del ragazzino. Le visioni di Mia nel frattempo si intensificano: crede di parlare con sua madre, che afferma di non essersi suicidata, proprio quando suo padre finalmente le rivela di una lettera lasciata dalla donna prima di commettere il gesto estremo. Dopo che uno spirito con le sembianze di sua madre l'aveva spinta a credere che quello con cui aveva parlato precedentemente non fosse il vero genitore, quello dalle sembianze del padre aggredisce Mia, spingendola ad accoltellare inavvertitamente, con delle forbici, proprio suo padre, accorso in suo aiuto per via delle grida. 
Ormai persuasa dell'impossibilità di salvare Riley, Mia fa sì che Jade la raggiunga presso la sua abitazione mentre lei è in realtà venuta in ospedale per uccidere Riley e mettere fine alle sue sofferenze. Qui incontra Sue, madre di Jade e Riley, che le chiede scusa per averla usata come capro espiatorio e afferma di considerarla come una terza figlia. Sue esce dalla stanza proprio mentre Jade scopre il padre di Mia ferito e sanguinante il quale le dice di essere stato aggredito proprio da Mia: quando la ragazza avvisa sua madre, Mia e Riley sono già scomparsi. Jade riesce a intercettare Mia mentre crede di stare per gettare il ragazzino sull'autostrada e cerca di fermarla.
Nel frattempo lo spirito della madre di Mia le appare dietro, incoraggiandola a gettare Riley in strada, le sussurra che solo in quel modo potrà difenderlo. Ma proprio mentre Mia sta per eseguire il compito, lo spirito aggiunge che solo così Riley sarà tutto "loro". Mia capisce che lo spirito che sta parlando non è sua madre e che le sta mentendo, lascia quindi la sedia di Riley e all'arrivo di Jade si getta in strada venendo colpita da un'auto in corsa. Risvegliatasi in strada mentre tutti i soccorsi arrivano, si accorge di essere ignorata da tutti mentre vede Jade con Riley, e un istante dopo si ritrova in ospedale mentre osserva vari pazienti nel corridoio e medici che le passano davanti ignorandola. Vede anche suo padre in lontananza, lo chiama senza però ottenere risposta; passando vede anche Jade e Sue che parlano con Riley ormai sveglio e con il viso sgonfio e in una forma migliore.
Mentre Mia tenta di rincorrere il padre, si accorge passando di fronte a uno specchio che non vi è riflessa la sua immagine. In quel momento prende coscienza di essere morta e guardandosi attorno tutte le luci iniziano a spegnersi lasciandola nel buio profondo. Si sente il suono di un cerino, un lume di candela illumina in controluce la figura di Mia, che nel frattempo si avvicina incuriosita. Davanti a lei c'è una candela accesa e un uomo che le porge la mano; Mia stringe la mano dello sconosciuto e si ritrova di fronte a una cerchia di persone che incoraggiano l'uomo (visibilmente spaventato) a dire la frase; l'uomo prende coraggio ed esclama: “Ti lascio entrare”.

## Produzione
Il film è stato girato presso la città di Adelaide. Il budget investito per la produzione dell'opera ammonta a circa 4,5 milioni di dollari.

## Distribuzione
Presentato in anteprima al Festival di Cannes 2022, in tale occasione il film è stato affidato a vari distributori che si sono impegnati a curarne la distribuzione in vari mercati. L'opera è stata proiettata per la prima volta al pubblico australiano negli ultimi mesi del 2022, per poi approdare nelle sale estere a partire dall'estate 2023. In Italia sarà distribuito in sala a partire dal 28 settembre. La pubblicazione del film nel mercato home video è prevista a partire da ottobre 2023. Inizialmente vietato ai minori di 14 anni, il film viene vietato ai minori di 18 anni dopo il primo weekend di uscita. Successivamente la casa di produzione fa ricorso e una settimana dopo viene ripristinato il divieto ai minori di 14 anni.

## Accoglienza

### Pubblico
Nonostante si attendessero incassi modesti, il film ha ottenuto risultati molto più incoraggianti grazie ad un ottimo passaparola che ha permesso una distribuzione più intensa e capillare rispetto a quanto previsto inizialmente. In particolare, il film ha ottenuto un sorprendente successo commerciale negli Stati Uniti durante la finestra estiva, dove è diventato il film distribuito dalla A24 con il più alto incasso di sempre (44,5 milioni di dollari, dei quali ben 10 milioni nel solo weekend di apertura). A ottobre 2023, il film ha superato i 90 milioni di dollari al botteghino mondiale.

### Critica
Sull'aggregatore Rotten Tomatoes il film riceve il 95% delle recensioni professionali positive con un voto medio di 7,7 su 10 basato su 273 critiche, mentre su Metacritic ottiene un punteggio di 76 su 100 basato su 44 critiche.

## Prequel
In seguito ai risultati positivi ottenuti dal film, il duo di registi e sceneggiatori ne ha scritto un prequel che approfondirà la storia del personaggio Duckett.

## Sequel
Dato il successo ottenuto, oltre al prequel, un secondo capitolo è già in fase di sviluppo e uscirà prossimamente.